# China Mobile
China Mobile, punim nazivom China Mobile Communications Corporation (kineski: 中国移动通信集团公司) kinesko je javno poduzeće koje pruža telekomunikacijske usluge fiksne i mobilne telefonije te interneta. Najveća je telekomunikacijska tvrtka na svijetu, čije je usluge u svibnju 2016. primalo 835 milijuna korisnika.
Pod imenom China Mobile Limited trguje svojim plavim dionicama na Njujorškoj i Hongkonškoj burzi. S godišnjom zaradom od 1,3 milijardi američkih dolara, China Mobile jedno je od najvećih kineskih poduzeća.
Osim na području NR Kine, China Mobile svoje usluge pruža i u Hong Kongu i Pakistanu, gdje je 2008. u Islamabadu otvorila prvu podružnicu sestrinske tvrtke Zong. 

## Povijest
China Mobile je od svoga osnutka javno poduzeće kojim upravlja Narodna Republika Kina. Također, već prve godine svoga osnutka postala je najveća narodna telekomunikacijska tvrtka, zbog svoje otvorenosti svjetskom tržištu i suvremenog pružanja usluga, u kojem prevladavaju mobilna telefonija i internet.
Prema statistikama Svjetske telekomunikacijske zajednice iz 2007., China Mobile bila je najveći pružatelj mobilnih usluga na svijetu s 337,9 milijuna korisnika. Krajem 2012., opsluživala je 683 milijuna korisnika, nakon čega slijedi trogodišnji pad koji je 2015. doživio vrhunac (626 milijuna korisnika). Unatoč padu, i tada je China Mobile ostala najveći pružatelj telekomunikacijskih usluga, ostavivši iz sebe Vodafone, Telefonicu i druge velike svjetske tvrtke.
U siječnju 2014. godine potpisala je ugovor s Nokijom vrijedan 960 milijuna dolara s ciljem širenja na svjetsko tržište.

## Vanjske poveznice
- Službene stranice (engl.)